# مؤسسه علوم پایه کره جنوبی
مؤسسه علوم پایه (IBS؛ کره‌ای: 기초 과학 연구원) یک مؤسسه تحقیقاتی دولتی در کره‌جنوبی است که با هدف انجام تحقیقات در علوم‌پایه در ماه نوامبر سال ۲۰۱۱ توسط دولت لی میونگ باک، تأسیس شد.
این مؤسسه با هدف ایجاد ۵۰ مؤسسه تحقیقاتی شکل گرفته و در حال حاضر شامل ۲۶ مرکز تحقیقاتی در سراسر کشور کره‌جنوبی و یک ستاد است که دفتر اصلی این مؤسسه در شهر دائجون واقع شده‌است.